# قرار مجلس الأمن التابع للأمم المتحدة رقم 2016
قرار مجلس الأمن التابع للأمم المتحدة رقم 2016،المتخذ بالإجماع يوم 27 أكتوبر 2011. يُنهي القرار في الساعة 23:59 من يوم 31 أكتوبر 2011 بتوقيت ليبيا التفويض الصادرعن مجلس الأمن الخاص بفرض منطقة حظر جوي في ليبيا وكان المجلس قد أصدر في القرار رقم 1973 في 17 مارس 2011 فرض حظر الطيران و«استخدام كل الوسائل الضرورية لحماية المدنيين في ليبيا».
نص القرار أيضاً على إنهاء تجميد الأرصدة المفروض في القرارين السابقين 1970، 1973 فيما يتعلق بالمؤسسة الوطنية للنفط، شركة الزويتينة للنفط وتعديل هذا التجميد المتعلق بمصرف ليبيا المركزي، المصرف العربي الليبي الخارجي، هيئة الاستثمار الليبية وحافظة الاستثمار الليبية الأفريقية.
صدر القرار بعد أسبوع واحد من نهاية معركة سرت ومقتل معمر القذافي.